# Angoulême
Angoulême er en mindre fransk provinsby. Den er hovedsæde i departementet Charente.